# カルーガ公国
カルーガ公国（ロシア語: Калужское княжество）は1505年から1518年間にかけて存在した、ルーシの分領公国である。首都はカルーガであり、公（クニャージ）はモスクワ大公イヴァン3世の子セミョーン(ru)だった。
1505年に父イヴァンが没すると、セミョーンはカルーガ、ベジェツキー・ヴェルフ(ru)、コゼリスクを相続し、カルーガを拠点とした。セミョーンが死亡すると、その領土はセミョーンの兄であるモスクワ大公ヴァシリー3世に相続され、カルーガ公国はモスクワ大公国領に接収された。